# Ковачевич, Фердо
Фердо Ковачевич (хорв. Ferdo Kovačević; 8 апреля 1870, Загреб, Австро-Венгрия — 1 сентября 1927, Загреб, Королевство сербов, хорватов и словенцев) — хорватский художник. Педагог, профессор.

## Биография
Сын изобретателя, пионера хорватской телеграфии Фердинанда Ковачевича .
В 1888 году окончил ремесленную школу в Загребе. Получив грант обучался в художественно-ремесленном училище в Вене (до 1893). Стажировался в Италии. С 1902 года работал учителем рисования в лесотехнической академии Загреба, с 1905 года — в Школе ремесел (звание профессора получил в 1909 году), с 1917 года — профессор Загребской Академии изящных искусств, где преподавал геометрию и перспективу (с 1908), декоративную живопись (с 1913). В 1925/26 учебныз годах был проректором академии.
С 1906 года — член-корреспондент Загребской Академии изящных искусств, академик — с 1919 года.
Соучредитель Общества хорватских художников. Экспонировался в Загребе в 1894 и 1898 годах, много лет выставлялся в хорватском салоне, в Париже, Праге, Белграде и Софии и др.

## Творчество
Пейзажист. Тонкий лирик и мастер меланхолического пейзажа. На раннем периоде творчества находился под влиянием символизма, часто писал леса и кладбища. Позже увлекался импрессионизмом.
Участвовал в оформлении Национальной и университетской библиотеки в Загребе.